# S/2004 S 17
S/2004 S 17 е естествен спътник на Сатурн. Откритието му е обявено от Скот Шепърд, Дейвид Джуит, Ян Клайн и Брайън Марсдън на 4 май 2005 г. от наблюдения направени между 13 декември 2004 г. и 5 март 2005. S/2004 S 17 е в диаметър около 4 км и орбитира около Сатурн на средна дистанция 19,099 млн. мили за 985.453 дни, при инклинация 167° към еклиптиката в ретроградно направление с ексцентричност 0,226.